# ده ترکان (خانمیرزا)
ده ترکان، روستایی در دهستان جوانمردی بخش مرکزی شهرستان خانمیرزا در استان چهارمحال و بختیاری ایران است.

## مردم
مردم این روستا لرتبار و از ایل بختیاری می باشند که به گویش لری بختیاری سخن می گویند

## جمعیت
بر پایه سرشماری عمومی نفوس و مسکن در سال ۱۳۹۵، جمعیت این روستا برابر با ۴۷۵ نفر (۱۳۳ خانوار) بوده‌است.